# Moundir Zniber
Pour les articles homonymes, voir Zniber.
Moundir Zniber, est un homme d'affaires, fondateur et PDG de la holding Gaia Energy, société internationale spécialisée dans le développement des énergies renouvelables fondée en 2009. Il est également entrepreneur dans l'évènementiel, conférencier, youtubeur et coach en développement personnel et spirituel.

## Biographie
Moundir Zniber d'origine marocaine de la ville de Salé. Il est le fils de l'architecte, entrepreneur et mystique Ahmed Saâd Zniber (1958-), lui-même fils du milliardaire et homme d'affaires originaire de Salé et établi à Meknès Brahim Zniber, fils de Tahar Ben Brahim Ben Hajji Zniber, et de sa première épouse Touria Tazi. Son grand-père Brahim Zniber était également le cousin germain du médecin nationaliste et premier ambassadeur du Maroc en Chine le Dr Abderrahmane Zniber.
Moundir Zniber a étudié au Lycée Victor-Hugo de Marrakech et a été doctorant à l'École pratique des hautes études entre 2007 et 2011. 
Moundir Zniber préside depuis 2007 l'association "Pour un Maroc vert" qui organise le Festival Africain de l'Ecologie et du Développement Durable tenu en 2008 sur le site Terre d'Amanar ainsi qu'une édition à Dakar en 2010. Il dirige aussi "Maroc Dômes", un cabinet de conseil en développement durable.
En 2005, Moundir Zniber dirige aussi l'agence de production Jbilettes Production basée à Marrakech et qui organise à Marrakech et à Tifnit le festival de musique électronique «Rythms of peace» dans lequel il intervient en tant que dj, aka "Dj Moon". Il crée également « Dôme Concept » à Casablanca qui met en location des dômes géodésiques événementiels et qui organise à Benslimane et à Casablanca le Festival Fen El Mizane destiné à la pratique du yoga, au développement personnel et spirituel et dans lequel il intervient.
Entre 2013 et 2014, il est expert auprès de la Commission Européenne dans le projet “Cleaner and Energy
Saving - Mediterranean Cities”  (CES-MED).

## La holding Gaia Energy
En 2009, Moundir Zniber co-fonde la société de conseil en développement durable Synergence Gaia avec Synergence France et préside depuis 2011 la société Gaia Energy basée à Benslimane et spécialisée dans le développement des énergies renouvelables, dans le déploiement de parc éoliens et solaires et dans l'hydrogène vert. 
En 2020, est créée à Marseille la société française Gaïa Energy Systems, développeur et exploitant d'énergies renouvelables et qui opère dans l'éolien, l'hydroélectricité, la géothermie et le photovoltaïque
En 2022, Moundir Zniber signe le plus gros deal (15 milliards de dirhams) avec une société israélienne, la société énergétique Gandyr, depuis la normalisation des relations par le Maroc avec Israël. En marge de la COP27 à Charm el-Cheikh, il conclut également un accord de coopération avec le développeur israélien d’électrolyseurs H2Pro (en) pour la production d’hydrogène vert au Maroc,. Dans une interview accordée à la BBC en 2023, il annonce que « Gaia Energy développe des projets éoliens et solaires qui pourraient couvrir jusqu'à 4 % des besoins en électricité de l'Allemagne et de l'Italie », et rajoute qu'« en ce qui concerne l'hydrogène vert, [Gaia Energy] développe six projets qui pourraient répondre à 25 % des besoins de l'Union européenne ».
En 2023, le développeur marocain d'énergie à base d'hydrogène vert Gaia Future Energy, filiale de Gaia Energy dirigée par Moundir Zniber, s'associe à la société espagnole HyDeal présidée par Thierry Lepercq pour lancer HyDeal Africa destinée au transport et à l'export de l'hydrogène vert vers l'Europe.
Gaia Energy est implantée dans plus de 10 pays.